# 原裕
原 裕（はら ゆたか、1930年10月11日 - 1999年10月2日）は、茨城県出身の俳人。本名・昇。旧姓・堀込。原石鼎に師事、石鼎の死後、夫人原コウ子の養子となり、コウ子のあとを継いで「鹿火屋」を主宰した。

## 経歴
真壁郡大田村（現・筑西市）生まれ。農家の長男であった。1943年、茨城県立下館商業学校に入学。1947年、下館第一高等学校工業科2年に編入。県内高校生投句誌「はいく」に処女作が掲載される。同年、書店で「鹿火屋」を見て入会、投句をはじめる。のち「朝霧」「かびれ」「ひろば」にも参加。1949年、商工省へ入省。明治大学二部商学科へ進学。また鹿火屋東京句会に参加、「鹿火屋」編集部員となる。1951年、原石鼎の通夜の席上で、石鼎夫人の原コウ子に養子縁組を懇請され、承諾（実際にはその半年前から打診があり、郷里の親族会議を経て決断を保留していたものだった）。鹿火屋賞受賞。1952年、原家に入籍、俳号を裕とする。職を辞し、大学を中退。
1955年、埼玉大学文理学部文学科入学。二度目の鹿火屋賞を受賞。1956年、落合水尾、小室善弘等と「埼大俳句」創刊。1960年、埼玉大学を卒業（国語国文学専攻）。山海堂へ入社、土木雑誌の編集を担当する。同年、現代俳句協会入会。1961年、鹿火屋新人会の一員の女性と結婚。1967年、現代俳句協会を退会し、俳人協会に入会。1970年、俳人協会常任理事に就任。1973年、山海堂を退社。読売新聞社の「教養と趣味の講座」講師となる。1974年、8月の鹿火屋創刊六百号記念大会にて原コウ子より「鹿火屋」主宰を継承。1978年、俳人協会理事に就任。1985年、日本文学風土学会常任委員に就任。また産経新聞俳壇選者、俳句研究賞選考委員に就任。1987年、日本文学風土学会理事に就任。日本文芸家協会会員となる。1989年、俳人協会常務理事に就任。1999年10月2日死去。
石鼎に師事したほか、石田波郷、加藤楸邨に私淑。句風は着実・重厚で、写生を生かしながらさらに想像力を働かせ、人間が生きる根底にある懐かしさを捉えることを信条とした。代表句に「鳥雲に入るおほかたは常の景」「はつゆめの半ばを過ぎて出雲かな」などがある。

## 句集・著作

### 句集
- 「葦牙」昭和俳人選書第二巻、春日書房
- 「青垣」、永田書房
- 「新治」、角川書店
- 「出雲」現代俳句叢書第十七巻、角川書店
- 「正午」、角川書店
- 「原裕　俳句文庫」、春陽堂

### 著作
- 「原石鼎ノオト」、鹿火屋会
- 「実作の周辺・I」、鹿火屋会
- 「実作の周辺・II」、鹿火屋会
- 「俳句教室」、東京美術
- 「季の思想」、永田書房
- 「教科書に出てくる俳句の解釈」、東京美術
- 「季のこころ」、四季出版
- 「四季の小文」、ふらんす堂
- 「原石鼎」、本阿弥書店